# Rugby-Union-Afrikameisterschaft 2017
Die Rugby-Union-Afrikameisterschaft 2017 (englisch 2017 Rugby Africa Cup, französisch Coupe d’Afrique de rugby à XV 2017) war die 17. Ausgabe der afrikanischen Kontinentalmeisterschaft in der Sportart Rugby Union. Darin zusammengefasst waren drei nach Stärkeklassen abgestufte Wettbewerbe namens Gold Cup, Silver Cup und Bronze Cup sowie ier weitere regionale Wettbewerbe. Der Gold Cup und der Silver Cup waren zusätzlich Teil der Qualifikation für die Weltmeisterschaft 2019. Insgesamt nahmen 24 Mannschaften teil. Den Afrikameistertitel gewann zum siebten Mal Namibia.

## Gold Cup
Die letztplatzierte Mannschaft stieg in den Silver Cup 2018 ab und war damit aus der WM-Qualifikation eliminiert.

### Tabelle
Für einen Sieg gab es vier Punkte, für ein Unentschieden zwei Punkte, bei einer Niederlage null Punkte. Je einen Bonuspunkt gab es für das Erzielen von vier Versuchen oder bei einer Niederlage mit sieben oder weniger Spielpunkten Unterschied.
|    | Land     | Spiele | Siege | Unent. | Ndlg. | Spiel- punkte | Diff. | Bonus- punkte | Tabellen- punkte |
| -- | -------- | ------ | ----- | ------ | ----- | ------------- | ----- | ------------- | ---------------- |
| 1. | Namibia  | 5      | 5     | 0      | 0     | 272:64        | + 208 | 5             | 25               |
| 2. | Kenia    | 5      | 3     | 1      | 1     | 226:135       | + 91  | 4             | 18               |
| 3. | Uganda   | 5      | 3     | 1      | 1     | 190:126       | + 64  | 2             | 16               |
| 4. | Tunesien | 5      | 2     | 0      | 3     | 91:272        | − 181 | 0             | 8                |
| 5. | Simbabwe | 5      | 1     | 0      | 4     | 111:157       | − 46  | 2             | 6                |
| 6. | Senegal  | 5      | 0     | 0      | 5     | 75:211        | − 136 | 1             | 1                |

### Ergebnisse
| 24. Juni 2017 | Kenia           | 33 : 33 | Uganda | RFUEA Ground, Nairobi Schiedsrichter: Laurent Cardona (Frankreich) |
| 24. Juni 2017 | (16:13) Bericht |         |        | RFUEA Ground, Nairobi Schiedsrichter: Laurent Cardona (Frankreich) |

| 24. Juni 2017 | Senegal        | 16 : 28 | Simbabwe | Stade Iba-Mar-Diop, Dakar Schiedsrichter: Thomas Charabas (Frankreich) |
| 24. Juni 2017 | (13:6) Bericht |         |          | Stade Iba-Mar-Diop, Dakar Schiedsrichter: Thomas Charabas (Frankreich) |

| 1. Juli 2017 | Tunesien       | 7 : 53 | Namibia | Stadion Mustapha Ben Jannet, Monastir Schiedsrichter: Cédric Marchat (Frankreich) |
| 1. Juli 2017 | (7:17) Bericht |        |         | Stadion Mustapha Ben Jannet, Monastir Schiedsrichter: Cédric Marchat (Frankreich) |

| 1. Juli 2017 | Senegal         | 16 : 17 | Uganda | Stade Iba-Mar-Diop, Dakar Schiedsrichter: Sébastien Minery (Frankreich) |
| 1. Juli 2017 | (11:17) Bericht |         |        | Stade Iba-Mar-Diop, Dakar Schiedsrichter: Sébastien Minery (Frankreich) |

| 8. Juli 2017 | Kenia           | 100 : 10 | Tunesien | RFUEA Ground, Nairobi Schiedsrichter: Tual Trainini (Frankreich) |
| 8. Juli 2017 | (46:10) Bericht |          |          | RFUEA Ground, Nairobi Schiedsrichter: Tual Trainini (Frankreich) |

| 8. Juli 2017 | Namibia        | 95 : 0 | Senegal | South West Stadium, Windhoek Schiedsrichter: Egon Seconds (Südafrika) |
| 8. Juli 2017 | (36:0) Bericht |        |         | South West Stadium, Windhoek Schiedsrichter: Egon Seconds (Südafrika) |

| 15. Juli 2017 | Kenia           | 45 : 25 | Senegal | RFUEA Ground, Nairobi Schiedsrichter: Thomas Charabas (Frankreich) |
| 15. Juli 2017 | (24:10) Bericht |         |         | RFUEA Ground, Nairobi Schiedsrichter: Thomas Charabas (Frankreich) |

| 15. Juli 2017 | Uganda         | 78 : 17 | Tunesien | Kyadondo Rugby Football Club, Kampala Schiedsrichter: Lesego Legoete (Südafrika) |
| 15. Juli 2017 | (43:0) Bericht |         |          | Kyadondo Rugby Football Club, Kampala Schiedsrichter: Lesego Legoete (Südafrika) |

| 15. Juli 2017 | Namibia        | 31 : 26 | Simbabwe | South West Stadium, Windhoek Schiedsrichter: Quinton Immelman (Südafrika) |
| 15. Juli 2017 | (7:20) Bericht |         |          | South West Stadium, Windhoek Schiedsrichter: Quinton Immelman (Südafrika) |

| 22. Juli 2017 | Uganda          | 24 : 48 | Namibia | Kyadondo Rugby Football Club, Kampala Schiedsrichter: Lourens Van Der Merwe (Südafrika) |
| 22. Juli 2017 | (10:22) Bericht |         |         | Kyadondo Rugby Football Club, Kampala Schiedsrichter: Lourens Van Der Merwe (Südafrika) |

| 22. Juli 2017 | Simbabwe        | 22 : 41 | Kenia | Hartsfield, Bulawayo Schiedsrichter: Lesego Legoete (Südafrika) |
| 22. Juli 2017 | (12:17) Bericht |         |       | Hartsfield, Bulawayo Schiedsrichter: Lesego Legoete (Südafrika) |

| 29. Juli 2017 | Namibia        | 45 : 7 | Kenia | South West Stadium, Windhoek Schiedsrichter: Egon Seconds (Südafrika) |
| 29. Juli 2017 | (14:0) Bericht |        |       | South West Stadium, Windhoek Schiedsrichter: Egon Seconds (Südafrika) |

| 29. Juli 2017 | Simbabwe        | 23 : 31 | Tunesien | Police Ground, Harare Schiedsrichter: Jaco Van Heerden (Südafrika) |
| 29. Juli 2017 | (13:16) Bericht |         |          | Police Ground, Harare Schiedsrichter: Jaco Van Heerden (Südafrika) |

| 5. August 2017 | Uganda          | 38 : 12 | Simbabwe | Legends RC, Kampala Schiedsrichter: Quinton Immelman (Südafrika) |
| 5. August 2017 | (26:12) Bericht |         |          | Legends RC, Kampala Schiedsrichter: Quinton Immelman (Südafrika) |

| 5. August 2017 | Tunesien       | 26 : 18 | Senegal | Stadion Mustapha Ben Jannet, Monastir Schiedsrichter: Adrien Descottes (Frankreich) |
| 5. August 2017 | (19:3) Bericht |         |         | Stadion Mustapha Ben Jannet, Monastir Schiedsrichter: Adrien Descottes (Frankreich) |

## Silver Cup
Halbfinale
| 5. Juli 2017 | Botswana       | 25 : 58 | Elfenbeinküste | Stade du C.O.C., Casablanca Schiedsrichter: Ludovic Cayre (Frankreich) |
| 5. Juli 2017 | (6:39) Bericht |         |                | Stade du C.O.C., Casablanca Schiedsrichter: Ludovic Cayre (Frankreich) |

| 5. Juli 2017 | Marokko         | 57 : 33 | Madagaskar | Stade du C.O.C., Casablanca Schiedsrichter: Cédric Clavé (Frankreich) |
| 5. Juli 2017 | (29:26) Bericht |         |            | Stade du C.O.C., Casablanca Schiedsrichter: Cédric Clavé (Frankreich) |

Spiel um Platz 3
| 8. Juli 2017 | Botswana        | 24 : 47 | Madagaskar | Stade du C.O.C., Casablanca Schiedsrichter: Cédric Clavé (Frankreich) |
| 8. Juli 2017 | (12:26) Bericht |         |            | Stade du C.O.C., Casablanca Schiedsrichter: Cédric Clavé (Frankreich) |

Finale
| 8. Juli 2017 | Marokko       | 8 : 3 | Elfenbeinküste | Stade du C.O.C., Casablanca Schiedsrichter: Ludovic Cayre (Frankreich) |
| 8. Juli 2017 | (3:0) Bericht |       |                | Stade du C.O.C., Casablanca Schiedsrichter: Ludovic Cayre (Frankreich) |

Marokko stieg in den Gold Cup auf, die übrigen Mannschaften schieden aus der WM-Qualifikation aus.

## Bronze Cup

### Nordgruppe
Die Spiele der Nordgruppe sollten ursprünglich im Mai 2017 in Yaoundé ausgetragen werden. Sie mussten aber wegen mangelnder Organisation des designierten Gastgebers abgesagt werden, so dass Rugby Africa Kamerun disqualifizierte und die Tätigkeit des kamerunischen Verbandes für drei Monate aussetzte.[6] Geplant war daraufhin ein Hin- und Rückspiel zwischen Algerien und Nigeria. Da sich Nigeria später ebenfalls zurückzog, stand Algerien kampflos als Gruppensieger und Finalteilnehmer fest.

### Südgruppe
Für einen Sieg gab es vier Punkte, für ein Unentschieden zwei Punkte, bei einer Niederlage null Punkte. Je einen Bonuspunkt gab es für das Erzielen von vier Versuchen oder bei einer Niederlage mit sieben oder weniger Spielpunkten Unterschied.
|    | Land      | Spiele | Siege | Unent. | Ndlg. | Spiel- punkte | Diff. | Bonus- punkte | Tabellen- punkte |
| -- | --------- | ------ | ----- | ------ | ----- | ------------- | ----- | ------------- | ---------------- |
| 1. | Sambia    | 2      | 2     | 0      | 0     | 161:6         | + 155 | 2             | 10               |
| 2. | Ruanda    | 2      | 1     | 0      | 1     | 27:102        | − 75  | 1             | 5                |
| 3. | Mauritius | 2      | 0     | 0      | 2     | 13:93         | − 80  | 2             | 16               |

| 23. April 2017 | Sambia | 69 : 3 | Mauritius | Showgrounds, Lusaka |
| 23. April 2017 |        |        |           | Showgrounds, Lusaka |

| 26. April 2017 | Mauritius | 10 : 24 | Ruanda | Showgrounds, Lusaka |
| 26. April 2017 |           |         |        | Showgrounds, Lusaka |

| 26. April 2017 | Sambia | 92 : 3 | Ruanda | Showgrounds, Lusaka |
| 26. April 2017 |        |        |        | Showgrounds, Lusaka |

### Finale
| 4. November 2017 | Sambia | 25 : 30 | Algerien | Mufulira Rugby Fields, Mufulira |
| 4. November 2017 |        |         |          | Mufulira Rugby Fields, Mufulira |

Algerien stieg in den Silver Cup auf.

## Regional Challenge
Für einen Sieg gab es vier Punkte, für ein Unentschieden zwei Punkte, bei einer Niederlage null Punkte. Je einen Bonuspunkt gab es für das Erzielen von vier Versuchen oder bei einer Niederlage mit sieben oder weniger Spielpunkten Unterschied.

### Gruppe West 1
|    | Land  | Spiele | Siege | Unent. | Ndlg. | Spiel- punkte | Diff. | Bonus- punkte | Tabellen- punkte |
| -- | ----- | ------ | ----- | ------ | ----- | ------------- | ----- | ------------- | ---------------- |
| 1. | Ghana | 2      | 2     | 0      | 0     | 56:5          | + 51  | 1             | 9                |
| 2. | Benin | 2      | 1     | 0      | 1     | 19:58         | − 39  | 0             | 4                |
| 3. | Togo  | 2      | 0     | 0      | 2     | 12:24         | − 12  | 1             | 1                |

| 30. April 2017 | Ghana | 46 : 5 | Benin | Accra Sports Stadium, Accra |
| 30. April 2017 |       |        |       | Accra Sports Stadium, Accra |

| 3. Mai 2017 | Togo | 12 : 14 | Benin | Accra Sports Stadium, Accra |
| 3. Mai 2017 |      |         |       | Accra Sports Stadium, Accra |

| 6. Mai 2017 | Ghana | 10 : 0 | Togo | Accra Sports Stadium, Accra |
| 6. Mai 2017 |       |        |      | Accra Sports Stadium, Accra |

### Gruppe West 2
|    | Land         | Spiele | Siege | Unent. | Ndlg. | Spiel- punkte | Diff. | Bonus- punkte | Tabellen- punkte |
| -- | ------------ | ------ | ----- | ------ | ----- | ------------- | ----- | ------------- | ---------------- |
| 1. | Burkina Faso | 2      | 1     | 1      | 0     | 24:18         | + 6   | 0             | 6                |
| 2. | Mali         | 2      | 1     | 0      | 1     | 26:19         | + 7   | 1             | 5                |
| 3. | Niger        | 2      | 0     | 1      | 1     | 15:28         | − 13  | 0             | 2                |

| 18. Mai 2017 | Niger | 10 : 10 | Burkina Faso | Stade Général Seyni Kountché, Niamey |
| 18. Mai 2017 |       |         |              | Stade Général Seyni Kountché, Niamey |

| 21. Mai 2017 | Mali | 8 : 14 | Burkina Faso | Stade Général Seyni Kountché, Niamey |
| 21. Mai 2017 |      |        |              | Stade Général Seyni Kountché, Niamey |

| 24. Mai 2017 | Niger | 5 : 18 | Mali | Stade Général Seyni Kountché, Niamey |
| 24. Mai 2017 |       |        |      | Stade Général Seyni Kountché, Niamey |

### Gruppe Zentral
Ursprünglich sollte Gabun teilnehmen, sagte aber ab. Das Spiel zwischen Burundi und der DR Kongo sollte am 7. Oktober in Bujumbura ausgetragen werden, aber da die kongolesische Mannschaft nicht zum Spiel erschien, musste das Spiel für ungültig erklärt werden.

### Gruppe Süd
|    | Land      | Spiele | Siege | Unent. | Ndlg. | Spiel- punkte | Diff. | Bonus- punkte | Tabellen- punkte |
| -- | --------- | ------ | ----- | ------ | ----- | ------------- | ----- | ------------- | ---------------- |
| 1. | Lesotho   | 2      | 2     | 0      | 0     | 127:8         | + 119 | 2             | 10               |
| 2. | Swasiland | 2      | 1     | 0      | 1     | 30:71         | − 41  | 1             | 5                |
| 3. | Malawi    | 2      | 0     | 0      | 2     | 14:92         | − 78  | 0             | 0                |

| 15. Oktober 2017 | Lesotho | 60 : 5 | Swasiland | Machabeng College, Mafeteng |
| 15. Oktober 2017 |         |        |           | Machabeng College, Mafeteng |

| 18. Oktober 2017 | Malawi | 11 : 25 | Swasiland | Machabeng College, Mafeteng |
| 18. Oktober 2017 |        |         |           | Machabeng College, Mafeteng |

| 21. Oktober 2017 | Lesotho | 67 : 3 | Malawi | Machabeng College, Mafeteng |
| 21. Oktober 2017 |         |        |        | Machabeng College, Mafeteng |